# Tumulus de Havelange
Le tumulus de Havelange est un tumulus situé dans la commune belge de Havelange en province de Liège. 

## Localisation
Ce tumulus boisé se situe au milieu d'un grand champ cultivé entre les localités condrusiennes de Havelange, Odet et Petit-Avin (commune de Clavier en province de Liège) et à proximité du cours du Hoyoux et du château éponyme.